# Pattanan Pijittham
Pattanan Pijittham (tiếng Thái: พัทธนันท์ พิจิตรธรรม, sinh ngày 2 tháng 2 năm 1989), còn được biết với tên đơn giản Champ (tiếng Thái: แชมป์), là một cầu thủ bóng đá người Thái Lan thi đấu ở vị trí thủ môn cho câu lạc bộ ở Thai League 2 Chiangmai.